# Роджерс Брубейкер
Роджерс Брубейкер (англ. Rogers Brubaker; нар. 1956, Еванстон) — американський соціолог, професор Каліфорнійського університету в Лос-Анджелесі. Спеціалізується на дослідженнях етнічності, націоналізму та громадянства.

## Освіта і професійна діяльність
Навчався в Гарвардському університеті та Університеті Сассекса.
В 1988-1991 роках був молодшим науковим співробітником у Товаристві стипендіатів Гарвардського університету. 
1990 року захистив дисертацію в Колумбійському університеті.
2009 року обраний до Американської академії мистецтв і наук.

## Праці
- The Limits of Rationality: An Essay on the Social and Moral thought of Max Weber. Taylor & Francis, 1984.
- Citizenship and nationhood in France and Germany. Harvard University Press, 1992.
- Nationalism reframed: nationhood and the national question in the New Europe. Cambridge University Press, 1996.
  - Переобрамлений націоналізм. Статус нації та національне питання у новій Європі. Львів: Кальварія, 2006.
- Ethnicity without groups. Harvard University Press, 2004.
  - (рос.) Этничность без групп. М.: Изд. дом Высшей школы экономики, 2012.
- Nationalist politics and everyday ethnicity in a Transylvanian town. Princeton University Press, 2006.
- Grounds for difference. Harvard University Press, 2015.
- Trans: Gender and Race in an Age of Unsettled Identities. Princeton University Press, 2016.